# Echinocereus engelmannii subsp. fasciculatus
Echinocereus engelmannii subsp. fasciculatus ist eine Unterart der Pflanzenart Echinocereus engelmannii in der Gattung Echinocereus aus der Familie der Kakteengewächse (Cactaceae). Das Epitheton fasciculatus stammt aus dem Lateinischen, bedeutet ‚dicht zusammengedrängt‘ und verweist auf die haufenbildenden schilfrohrartigen Triebe der Art. Trivialnamen sind „Bundle Nedgehog“, „Órgano-pequeño de Manojos“, „Pitahayita“, „Robust Hedgehog“, „Short-Spined Hedgehog“, „Strawberry Cactus“ und „Strawberry Hedgehog“.

## Beschreibung
Echinocereus engelmannii subsp. fasciculatus bilder aus fünf bis 20 Trieben bestehende lockere Gruppen. Die grünen zylindrischen bis verlängerten Triebe sind 16 bis 45 Zentimeter lang und weisen Durchmesser von 4 bis 7,5 Zentimeter auf. Die Trieboberfläche ist von der Bedornung nicht vollständig verhüllt. Es sind acht bis 18 Rippen vorhanden, die nicht deutlich gehöckert sind. Die zwei bis vier geraden, hellfarbenen Mitteldornen besitzen eine dunklere Spitze und weisen Längen von 2,5 bis 7,5 Zentimeter auf. Einer von ihnen ragt heraus. Die elf bis 13 ausgebreiteten, geraden, weißlichen oder gräulichen Randdornen sind 1,2 bis 2 Zentimeter lang.
Die breit trichterförmigen Blüten sind magentafarben bis rötlich purpurfarben. Sie erscheinen in der oberen Hälfte der Triebe, sind 5 bis 6,2 Zentimeter lang und erreichen ebensolche Durchmesser. Die kugelförmigen, fleischigen, anfangs grünen Früchte werden später rot.

## Verbreitung, Systematik und Gefährdung
Echinocereus engelmannii subsp. fasciculatus ist in den Vereinigten Staaten in den Bundesstaaten New Mexico und Arizona sowie im benachbarten mexikanischen Bundesstaat Sonora verbreitet.
Die Erstbeschreibung als Mammillaria fasciculata durch Benjamin Daydon Jackson wurde 1895 veröffentlicht. Wolfgang Blum  und Michael Lange stellten die Art 1998 als Unterart zur Art Echinocereus engelmannii. Nomenklatorische Synonyme sind Cactus fasciculatus (Engelm. ex B.D.Jacks.) Kuntze (1891, nom. illeg. ICBN-Artikel 53.1), Neomammillaria fasciculata (Engelm. ex B.D.Jacks.) Britton & Rose (1923), Echinocereus fasciculatus (Engelm. ex B.D.Jacks.) L.D.Benson (1969) und Echinocereus fendleri var. fasciculatus (Engelm. ex B.D.Jacks.) N.P.Taylor (1985).
In der Roten Liste gefährdeter Arten der IUCN wird die Art als „Least Concern (LC)“, d. h. als nicht gefährdet geführt.

## Nachweise